# Howuni
Howuni – wieś w Armenii, w prowincji Szirak. W 2011 roku liczyła 620 mieszkańców.